# Nicolás III Zorzi
Nicolás III (o II) Zorzi o Giorgi (en italiano: Niccolò) fue el marqués de Bodonitsa, un miembro de la familia Zorzi de la República de Venecia, desde 1416 hasta 1436, aunque el título era puramente nominal para ese entonces. Antes de convertirse en marqués en un intercambio con su sobrino Nicolás II, fue el barón de Caristo (desde 1410). Era un hijo de Guillermina Pallavicini y Nicolás I Zorzi.
Pasó la mayor parte de su carrera adulta actuando como funcionario de la República de Venecia. Fue enviado como embajador a las cortes de Segismundo, emperador del Sacro Imperio y rey de Hungría, y de Murad II, el sultán otomano. Fue envenenado, posiblemente por los hombres de Murad, en 1436.
Su hija, Clara, se casó con Nerio II de Atenas.